# Wolf Wondratschek

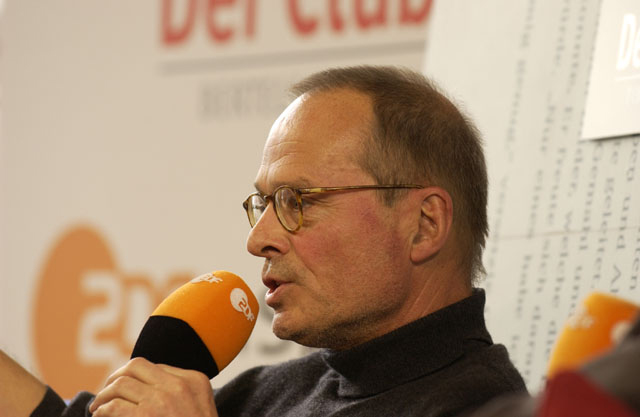
Wolf Wondratschek, 2003

Wolf Wondratschek (* 14. August 1943 in Rudolstadt) ist ein deutscher Schriftsteller.

## Leben
Wolf Wondratschek wuchs in Karlsruhe auf. Von 1962 bis 1967 studierte er Literaturwissenschaft, Philosophie und Soziologie an den Universitäten in Heidelberg, Göttingen und Frankfurt am Main. Von 1964 bis 1965 war er Redakteur der Literaturzeitschrift Text und Kritik. Seit 1967 lebt er als freier Schriftsteller in München. In den Jahren 1970 und 1971 lehrte er als Gastdozent an der University of Warwick; Ende der Achtzigerjahre unternahm er ausgedehnte Reisen unter anderem in die USA und nach Mexiko. Neben München ist seit Mitte der 1990er-Jahre Wien sein zweiter Wohnsitz, wo er gegenwärtig vorwiegend lebt.
Der Autor Wolf Wondratschek begann als Verfasser von Gedichten und Kurztexten, die seine radikale Opposition zu herkömmlicher Lyrik und Prosa dokumentieren. In den 1970er-Jahren veröffentlichte er eine Reihe von Gedichtbänden, mit denen er außerhalb des Verlagsbuchhandels auf dem Versandweg außerordentlich große Auflagen erzielte (Chuck's Zimmer: über 300.000 Exemplare); die darin enthaltenen Liedtexte etablierten ihn als einen der wenigen deutschsprachigen „Rock-Poeten“. Seit den 1980er-Jahren veröffentlicht Wondratschek neben seiner Lyrik auch wieder vermehrt Prosa; Thema sind Geschlechterbeziehungen sowie die Welt des Showbusiness, die den Autor fasziniert. Wondratschek ist auch Verfasser von Hörspielen und Filmdrehbüchern, von denen zwei von Werner Schroeter verfilmt wurden.

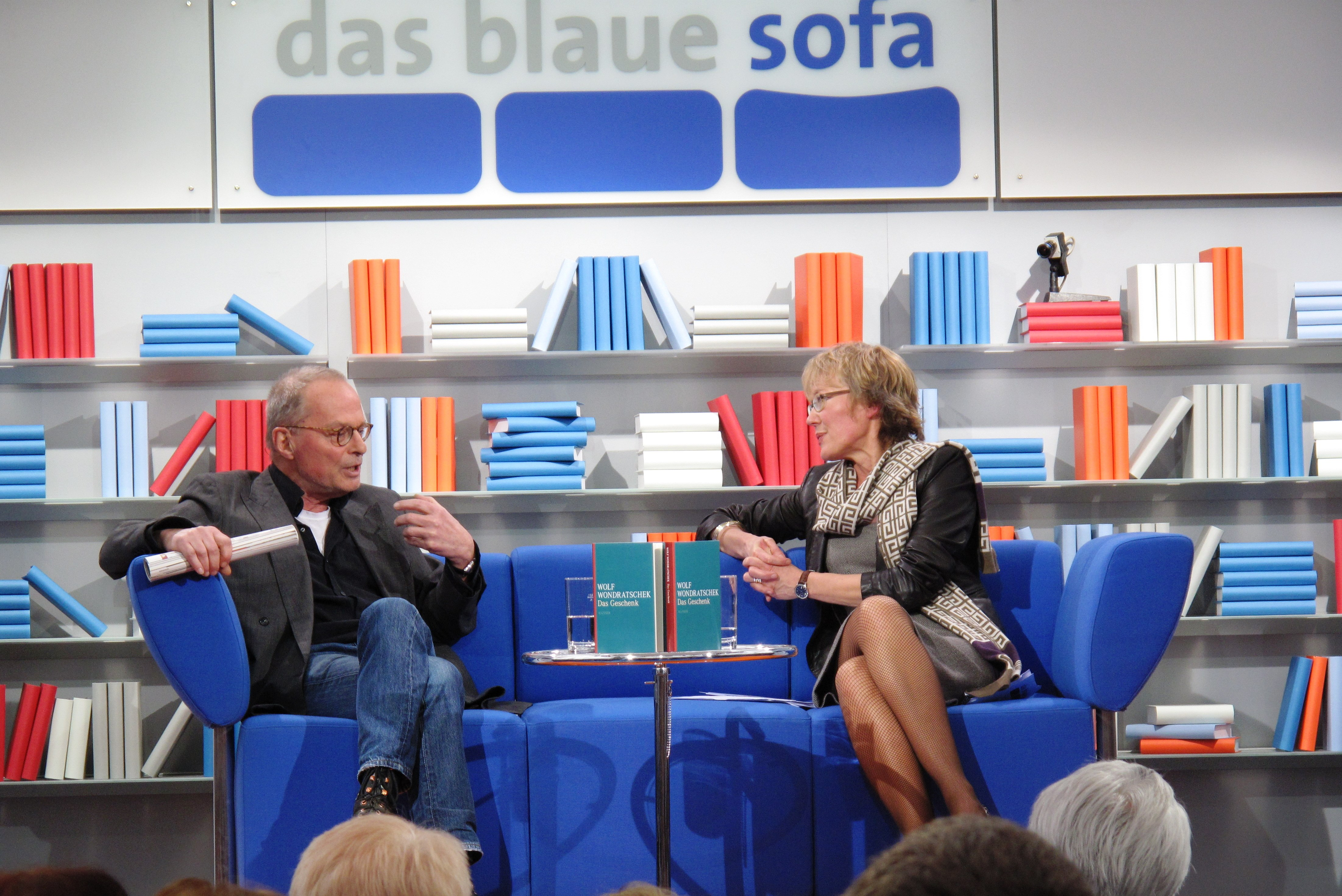
Wolf Wondratschek und Luzia Braun im Gespräch, 2011

Wondratschek verweigerte sich seit seinen literarischen Anfängen weitgehend dem Literaturbetrieb. Sein Roman Selbstbildnis mit Ratte wurde sogar nicht als Buch veröffentlicht, sondern lediglich im Manuskript exklusiv an den Wiener Investor und Literaturliebhaber Helmut Meier verkauft. Ähnlich veräußerte Wondratschek auch Gedichte, Collagen und typografische Arbeiten an Liebhaber, einige dieser nicht zur Veröffentlichung bestimmten Stücke in Privatbesitz wurden Anfang 2015 in Berlin in einer Ausstellung gezeigt.
Verschiedene seiner Texte wurden von der deutschen Bluesrockband Interzone und deren Sänger Heiner Pudelko vertont. Auf Tonträger sind erschienen Liebeslied und Adam jr. 1982 erschien die LP Complicated Ladies, auf der Esther Ofarim vier Songs von Wolf Wondratschek, vertont von Eberhard Schoener, singt. Auf dem Album Der Abendstern (1989) von Ingrid Caven finden sich zwei Lieder, die Peer Raben in Musik gesetzt hat. De-Phazz-Stimme Barbara Lahr bediente sich 2002 aus dem Band Das leise Lachen am Ohr eines andern und verwirklichte ein ganzes Album mit englischen Übersetzungen bislang stummer Lieder.
In seinem Werk Früher begann der Tag mit einer Schußwunde erfindet er ein Merkblatt zum § 49 der Allg. Dienstanweisung (ADA), das Unklarheiten im Umgang mit den Begriffen „Wertsack“, „Wertbeutel“, „Versackbeutel“ und „Wertpaketsack“ beseitigen soll. Dieser Text wird seit Jahren als Paradebeispiel der Beamtensprache verbreitet, wobei der Eindruck erweckt wird, es handele sich um eine echte amtliche Verlautbarung der ehemaligen Deutschen Bundespost; tatsächlich wird damit eine ähnliche amtliche Verlautbarung der Deutschen Bundespost parodiert, die sich in § 49 der Dienstanweisung für den Postbetrieb findet.

## Auszeichnungen
- 1968: Leonce-und-Lena-Preis
- 1970: Hörspielpreis der Kriegsblinden
- 2012: Literaturpreis der Wilhelm und Christine Hirschmann-Stiftung
- 2017: Alternativer Büchner Literaturpreis[4]

## Werke
- Früher begann der Tag mit einer Schußwunde. München 1969.
- Ein Bauer zeugt mit einer Bäuerin einen Bauernjungen, der unbedingt Knecht werden will. Hanser, München 1970 (Reihe Hanser 44); wieder als Beitext in: Früher begann der Tag mit einer Schusswunde dtv und Diogenes 1972, 1979 und 2007, ISBN 3-423-13527-1; gekürzt in: Renate Matthaei (Hrsg.): Trivialmythen. März, Frankfurt am Main 1970, S. 128–133 & Area, Erftstadt 2004, ISBN 3-89996-029-7, S. 448–453.
- Die Rolling Stones in: Akzente. Zeitschrift für Literatur. Hg. Hans Bender. 18. Jg., Heft 3. Hanser, München 1971.
- Paul oder Die Zerstörung eines Hörbeispiels. München 1971.
- Die Hundente. Frankfurt am Main 1972 (zusammen mit Bernd Brummbär).
- Omnibus. München 1972.
- Oktober der Schweine. Frankfurt/Main 1973.
- Chuck's Zimmer. Frankfurt am Main 1974.
- Das leise Lachen am Ohr eines andern. Frankfurt am Main 1976.
- Irgendwann dienstags. 1976.
- Männer und Frauen. Frankfurt am Main 1978.
- Letzte Gedichte. Frankfurt am Main 1980.
- Die Einsamkeit der Männer. Mexikanische Sonette (Lowry-Lieder). Diogenes Verlag, Zürich 1983, ISBN 3-257-01654-9.
- Carmen oder Bin ich das Arschloch der achtziger Jahre. Zürich 1986.
- Menschen, Orte, Fäuste. Zürich 1987.
- Einer von der Straße. München 1991 (Tatsachenroman zu Walter Staudinger).
- Liebesgedichte. Zürich 1997.
- Das Mädchen und der Messerwerfer. Frankfurt am Main 1997.
- Kelly-Briefe. München 1998.
- Die große Beleidigung : vier Erzählungen. Hanser, München Wien 2001, ISBN 3-446-20026-6.
- Mozarts Friseur. Humor-Satire. Hanser, München 2002, ISBN 3-446-20160-2.[8]
- Mara. München [u. a.] 2003.
- Mittagspause. Kurzgeschichte.
- Tabori in Fuschl. Lyrik-Zyklen, DTV, München 2006, ISBN 978-3-423-13458-3.
- Das Geschenk. Hanser, München 2011, ISBN 978-3-446-23679-0.
- Mittwoch. Jung und Jung, Salzburg 2013, ISBN 978-3-99027-041-7.[9]
- Selbstbild mit Ratte, Roman, 2014 exklusiv in nur einem Exemplar an eine Privatperson veräußert.
- Selbstbild mit russischem Klavier, Roman. Ullstein, Berlin 2018, ISBN 978-3-550-05070-1.
- Gesammelte Gedichte, Werkausgabe 2018, Ullstein, ISBN 978-3-550-05058-9.
- Erde und Papier, Anthologie, 2019, Ullstein, ISBN 978-3-550-05090-9.

Herausgeberschaften
- Vlado Kristl: Sekundenfilme, Frankfurt am Main 1971.
- Mein Lesebuch, Frankfurt am Main 1982.

Übersetzungen
- Jules Verne: Jules Verne, Frankfurt am Main.
  - Bd. 11. Der Stahlelefant. Katastrophe im Atlantik. 1967.
  - Bd. 14. Das Karpatenschloß. Die Propellerinsel. 1968.
  - Bd. 15. Zwei Jahre Ferien. Das Dorf in den Lüften. 1968.

Vertonungen / Texte für Musik
- Sefid Sout: Leaving Chuck's Zimmer (Blumenbar, 2004). Vertonte Gedichte von Wondratschek aus dem Zeitraum 1974 – 2004. Komposition von Biljana Lejic, Guido Hieronymus und Saam Schlamminger, ISBN 3-936738-05-X
- Judith Debbeler: In einem kleinen Zimmer in Paris (1995) für 4-stimmigen gemischten Chor a cappella. UA 1995(?) Oldenburg (Chor der Carl von Ossietzky Universität)
- Paul Hertel: Abschiedsstück (1986/87). Miniaturoper für Mezzosopran und 13 Instrumentalisten. UA 3. November 1995 Schlosstheater Weitra

- Fassung für Sopran und Klavier. UA 8. November 2001 Wien

- Barbara Lahr: Rainbow Line (2002). Songalbum mit englischen Übersetzungen im Downtempo und Nu Jazz Stil.
- Holger Münzer: Das rote Taschentuch. Chanson
- Heiner Pudelko / Interzone: Chucks Zimmer (1979/80). Songalbum (unveröffentlicht). Liebeslied(1981). Interzone.
- Christian Reiner / Karl Ritter: Hölderlin und die Huren; Die Nummer des Clowns
- Wolfgang Rihm: Lowry-Lieder (1982–87) für Singstimme und Orchester. Texte aus: Die Einsamkeit der Männer. Mexikanische Sonette (Lowry-Lieder). Dauer: ~25’. UA 10. Januar 1988 München (Gabriele Schnaut [Mezzosopran]; Bayerisches Staatsorchester; Dirigent: Wolfgang Sawallisch)

Orchester: 3.3.3.3 – 4.3.3.1 – Schlagzeug[2] – Pauken[1] – Harfe – Streicher
1. Die Nacht beginnt – 2. Im Hass – 3. Tänzer – 4. Im Auge des Adlers – 5. Gebet – 6. Wer lange einsam war – 7.Die Sonne
- Wolfgang Rihm: Mein Tod. Requiem in memoriam Jane S. (1988/89) für Sopran und Orchester. Dauer: ~35’. UA 16. August 1990 Salzburg (Ingrid Haubold [Sopran]; Radio-Symphonieorchester Wien; Dirigent: Michael Gielen). – (Jane Seitz [Jane Sperr, Juliane Sperr], Cutterin; † 4. Januar 1988[10])

Orchester: 3.3.3.3 – 4.3.3.1 – Schlagzeug[3] – Pauken[1] – Harfe – Streicher: 16.14.12.10.8
- Wolfgang Rihm: Abschiedsstücke (1993) für Frauenstimme und kleines Orchester (15 Spieler). Dauer: ~30’. UA 14. November 1993 Badenweiler (Rosemary Hardy [Sopran]; Ensemble Modern; Dirigent: George Benjamin)

Orchester: 1.1.1.1 – 1.1.1.0 – Schlagzeug[2] – Harfe – Klavier – Akkordeon – Streicher: 0.0.1.1.1
- Eberhard Schoener: Complicated Ladies (1983). Vier Songs

Hörspiele
- Freiheit oder Ça ne fait rien, Regie: Hans Bernd Müller, Komposition: Wolfgang Wölfer (SR 1967)
- Paul oder Die Zerstörung eines Hörbeispiels, Regie: Heinz Hostnig (WDR/BR/HR/SR 1969)
- Zufälle, Regie: Heinz Hostnig (SR/WDR 1969)
- Einsame Leichen, Regie: Hein Bruehl (WDR 1970)
- Zustände und Zusammenhänge, Regie: Peter Michel Ladiges (BR/SR 1970)
- Akustische Beschreibungen, Regie: Peter Michel Ladiges (1971)
- Kann das Quietschen der Straßenbahn nur eine Frau sein, Regie: der Autor (WDR 1971)
- Eine Sendung für Anfänger (WDR 1973)
- Maschine Nr. 9, Regie: der Autor, Bernd Brummbär, Georg Deuter (BR/HR/NDR 1973)
- Die himbeerfarbene Glühbirne, Regie: Angeli Backhausen. Komposition: Henrik Albrecht (WDR 2007)